# イヴェルドン＝スポールFC

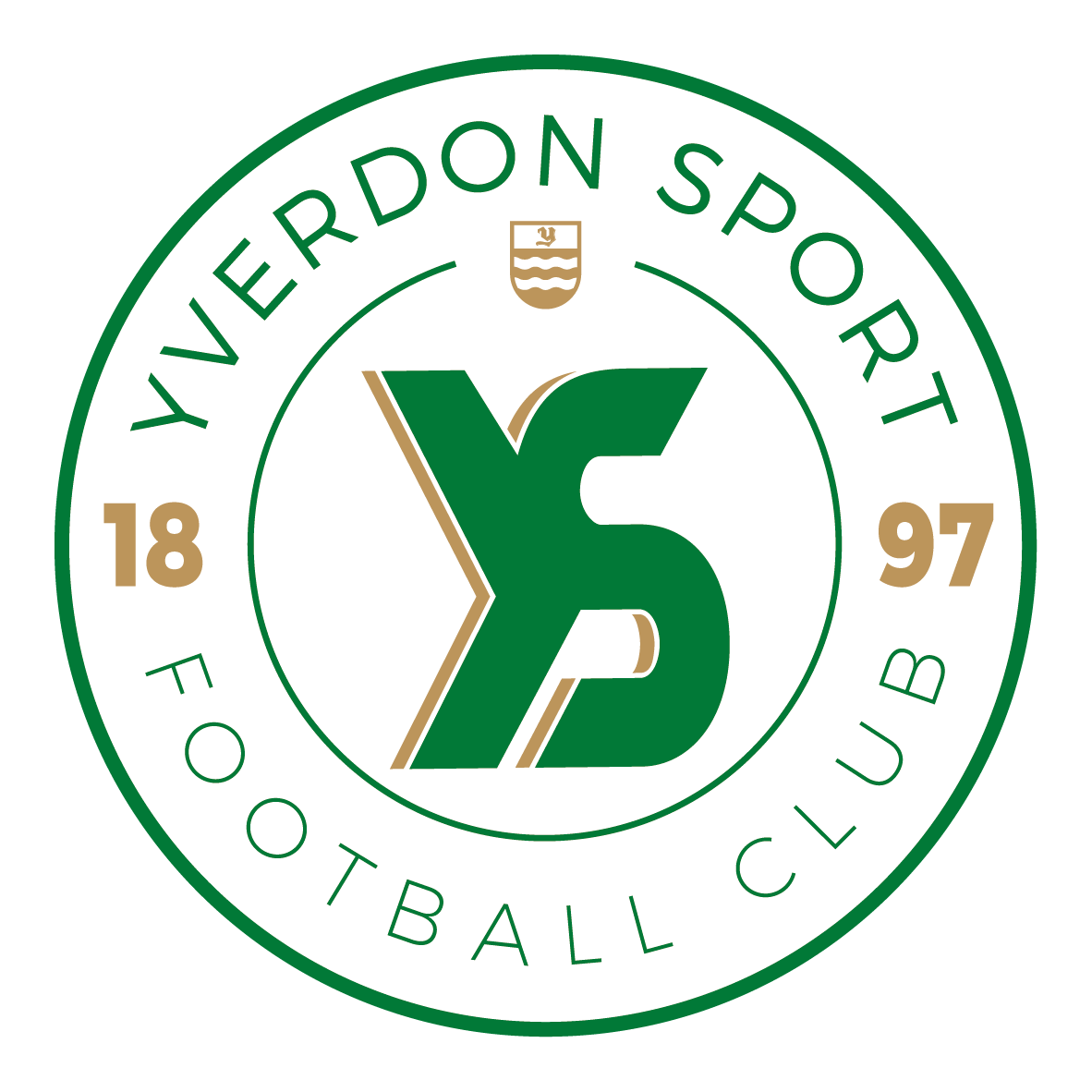

イヴェルドン＝スポールFC (フランス語: Yverdon-Sport Football Club) は、スイス・ヴォー州イヴェルドン・レ・バンを本拠地とするサッカークラブである。

## 歴史
1897年、イヴェルドン＝スポールFCの前身であるイヴェルドンFCが設立された。1948年7月、イヴェルドンFCを含む3つのクラブが合併してイヴェルドン＝スポールFCが設立された。

## タイトル
- チャレンジリーグ : 1回
  - 2004-2005